# NGC 456
NGC 456 је расејано јато са емисионом маглином у сазвежђу Тукан које се налази на NGC листи објеката дубоког неба.
Деклинација објекта је - 73° 17' 30" а ректасцензија 1h 13m 46,0s. Привидна величина (магнитуда) објекта NGC 456 износи 12,6. NGC 456 је још познат и под ознакама ESO 29-SC38.